# Осада (фильм, 2021)
«Осада» (англ. American Siege; дословно — «Американская осада») — американский боевик режиссёра Эдварда Дрэйка.

## Сюжет
Шерифу поручено уничтожить банду воров, взявших в заложники богатого доктора.

## В ролях
- Тимоти В. Мерфи — Чарльз Ратледж
- Брюс Уиллис — Бен Уоттс
- Роб Гоф — Рой Ламберт
- Йохан Урб — Тоби Бейкер
- Анна Хиндман — Грейс Бейкер
- Джонни Месснер — Сайлас
- Каллен Дж. Чэмберс — Джон Гитс
- Джанет Джонс — Мариса Льюис

## Релиз
В Нидерландах релиз фильма в стриминговых сервисах состоялся 28 декабря 2021 года. В США фильм вышел 7 января 2022 года в ограниченном прокате. В России фильм вышел 31 марта 2022 года.

## Производство
Основные съёмки фильма начались 10 ноября 2020 года. Среди известных мест съёмок были Фицджеральд, штат Джорджия, Беллингхэм, штат Вашингтон, и Виктория, Британская Колумбия. Съёмки с производственным бюджетом в 10 миллионов долларов завершились 1 декабря 2020 года.

## Критика
На агрегаторе-рецензий Rotten Tomatoes фильм получил 0 % «свежести» на основе 11 рецензий кинокритиков.

## Номинации
| Год  | Награда        | Номинация                                    | Результат    | Прим. |
| ---- | -------------- | -------------------------------------------- | ------------ | ----- |
| 2022 | Золотая малина | Худшая игра Брюса Уиллиса в фильме 2021 года | Аннулировано | [ 5 ] |